# Bjorn Wijnants
Bjorn Wijnants es un deportista belga que compitió en ciclismo en la modalidad de BMX. Ganó una medalla de bronce en el Campeonato Mundial de Ciclismo BMX de 2005, en la prueba de cruiser masculino.

## Palmarés internacional
| Campeonato Mundial | Campeonato Mundial | Campeonato Mundial | Campeonato Mundial |
| Año                | Lugar              | Medalla            | Competición        |
| ------------------ | ------------------ | ------------------ | ------------------ |
| 2005               | París (Francia)    | Medalla de bronce  | Cruiser            |